# Hestskjær fyr
Das Leuchtfeuer Hestskjær fyr befindet sich auf der kleinen Insel Hesteskjær an der norwegischen Westküste in der Gemeinde Averøy im Fylke Møre og Romsdal.